# Xã Logan, Quận Aitkin, Minnesota
Xã Logan (tiếng Anh: Logan Township) là một xã thuộc quận Aitkin, tiểu bang Minnesota, Hoa Kỳ. Năm 2010, dân số của xã này là 184 người.